# Fotogramas de Plata 1987
La 38a cerimònia de lliurament dels Fotogramas de Plata 1987, lliurats per la revista espanyola especialitzada en cinema Fotogramas, va tenir lloc el 7 de març de 1988 a la discoteca Joy Eslava de Madrid. Els mestres de cerimònies foren Antonio Banderas i Ana Obregón. També es va entregar un premi dedicat al cinema publicitari, a l'anunci El cuponazo de l'ONCE.

## Candidatures

### Millor pel·lícula espanyola
| Pel·lícula                 | Director                | Resultat   |
| -------------------------- | ----------------------- | ---------- |
| El Lute: camina o revienta | Vicente Aranda Ezquerra | Guanyadora |
| La ley del deseo           | Pedro Almodóvar         | Guanyadora |

### Millor pel·lícula estrangera
| Pel·lícula  | Director         | Resultat   |
| ----------- | ---------------- | ---------- |
| Ulls negres | Nikita Mikhalkov | Guanyadora |

### Millor actriu de cinema
| actriu         | Pel·lícula                                | Resultat   |
| -------------- | ----------------------------------------- | ---------- |
| Victoria Abril | Barrios altos El Lute: camina o revienta  | Guanyadora |
| Ana Belén      | Divinas palabras La casa de Bernarda Alba | Candidata  |
| Carmen Maura   | La ley del deseo Delirios de amor         | Candidata  |

### Millor actor de cinema
| Actor            | Pel·lícula                                             | Resultat  |
| ---------------- | ------------------------------------------------------ | --------- |
| Alfredo Landa    | ¡Biba la banda! El bosque animado El pecador impecable | Candidat  |
| Imanol Arias     | Divinas palabras El Lute: camina o revienta            | Guanyador |
| Antonio Banderas | La ley del deseo Delirios de amor                      | Candidat  |

### Millor intèrpret de televisió
| Intérprete        | Sèrie de televisió          | Resultat  |
| ----------------- | --------------------------- | --------- |
| Javier Gurruchaga | La bola de cristal La tarde | Guanyador |
| Juan Echanove     | Vísperas                    | Candidata |
| Tricicle          | Tres estrelles              | Candidat  |

### Millor intèrpret de teatre
| Intèrpret/Companyia | Muntatge          | Resultat   |
| ------------------- | ----------------- | ---------- |
| Lina Morgan         | El último tranvía | Guanyadora |